# Stazione di Plovdiv Centrale
La stazione di Plovdiv Centrale (in bulgaro Централна гара Пловдив?) è la principale stazione ferroviaria di Plovdiv, la seconda città della Bulgaria.

## Storia
Una prima stazione, progettato dall'architetto turco Mimar Kemaleddin, fu attivata nel 1873.
L'attuale edificio in stile Art Nouveau, progettato dall'architetto italiano Mariano Pernigoni, fu costruito tra il 1905 ed il 1908. Fu inaugurato il 30 novembre dello stesso anno.

## Galleria d'immagini

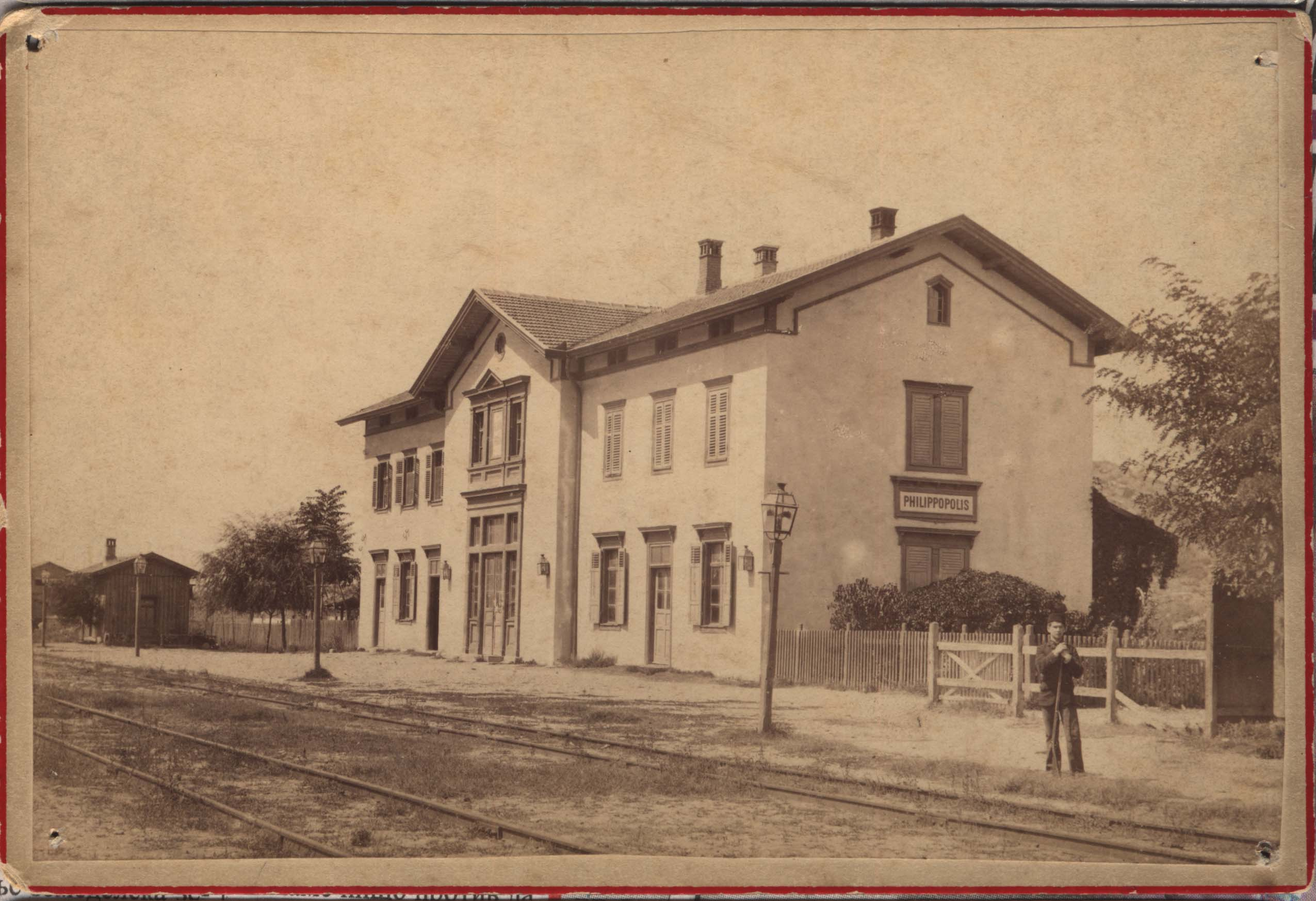
Il primo fabbricato viaggiatori in una foto del 1880.
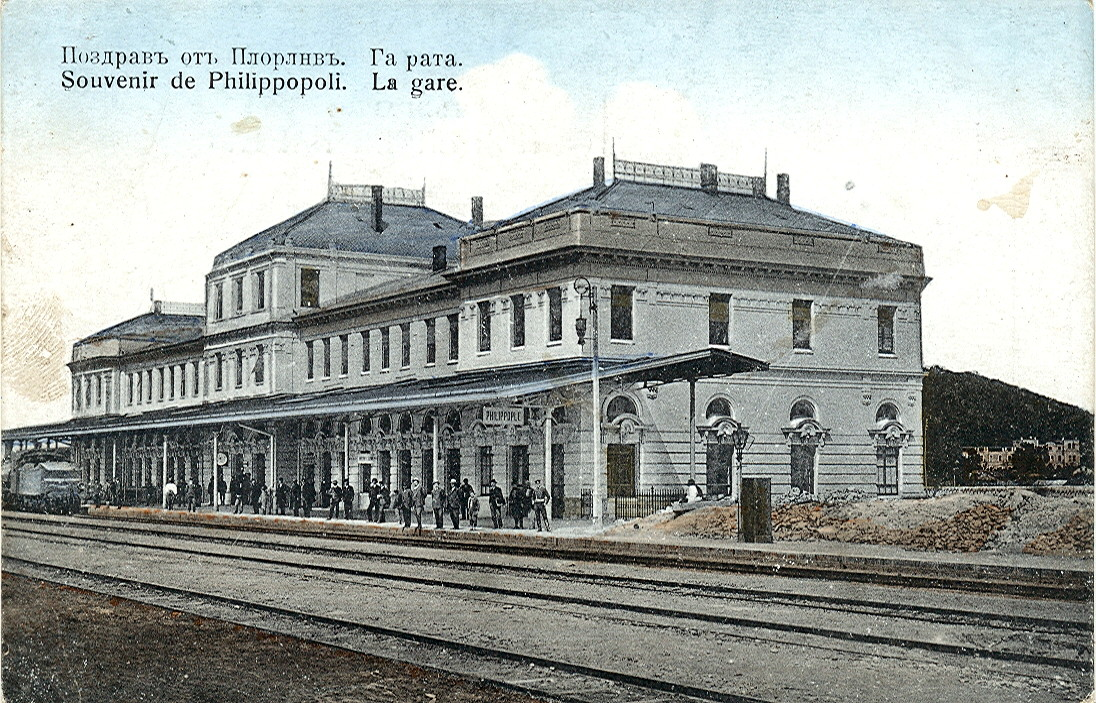
L'attuale fabbricato in una cartolina del 1916.